# Náucratis
Náucratis foi uma cidade do Egito antigo, no braço canópico do Nilo, a 72 quilômetros a sudeste de Alexandria. Foi dada, provavelmente a colonizadores gregos de Mileto pelo faraó Psamético I, no século VII a.C., constituindo a primeira colónia grega no Egito. Com a mudança do curso do rio, a cidade entrou em declínio, perdendo a sua função portuária e comercial com a Grécia. O atual sítio arqueológico revelou, durante as escavações, cerâmica de tipo grego e ruínas de templos helênicos. A cidade foi comparada a Hong Kong chinesa em seu tamanho e população no ano de 2017 pelo arqueologia da época.